# Dedingsman
Een dedingsman (ook: magescheidsvriend) is een voormalige functie binnen de rechtspraak.
De dedingsman trad op bij boedeldeling en het opstellen van huwelijksakten. Ook kon hij de rol van getuige vervullen bij een huwelijk.